# Hronov
Hronov (tjekkisk udtale: [ˈɦronof]) er en by i distriktet Náchod i regionen Hradec Králové i Tjekkiet. Den har omkring 6.000 indbyggere. Det er kendt som fødestedet for forfatteren Alois Jirásek.

## Inddeling
Landsbyerne Malá Čermná, Rokytník, Velký Dřevíč, Žabokrky og Zbečník er administrative dele af Hronov. Malá Čermná udgør en eksklave af det kommunale område.

## Geografi
Hronov ligger omkring 7 km nord for Náchod og 38 km nordøst for Hradec Králové. Malá Čermná-eksklaven ligger på grænsen til Polen. Det meste af det kommunale territorium ligger i Broumov-højlandet, men den sydlige del med selve byen ligger i Orlické-forbjergene. Det højeste punkt er Turov-bakken med en højde på 603 moh.
Hronov ligger ved floden Metuje. Zbečník-bækken løber gennem den vestlige del af området og løber ud i Metuje i byområdet. I Hronov ligger de mineralske kilder Hronovka og Regnerka .

## Historie
Den første skriftlige omtale af Hronov er fra 1359. Den blev grundlagt under koloniseringen af dette område mellem 1241 og 1285. I 1415 omtales Hronov som en købstad. Indtil 1848 var det en del af godset Náchod. I 1859 fik den byrettigheder.
Indtil 1918 var Hronow – Hronov- byen en del af Østrig-Ungarn (Østrig-siden efter Det østrig-ungarske kompromis i 1867), i Nachod (Náchod)-distriktet, en af de 94 Bezirkshauptmannschaften i Bøhmen.
I 1949 blev nabokommunerne Velké Poříčí, Zbečník, Velký Dřevíč, Rokytník og Žabokrky slået sammen med Hronov. I 1960 sluttede Malá Čermná sig til Hronov. I 1990 blev Velké Poříčí en separat kommune.

## Transport
Hronov ligger på jernbanelinjen, der fører fra Hradec Králové til Broumov .
Der er fodgængergrænseovergang til Polen Malá Čermná/ Czermna.

## Kultur
Jiráskův Hronov- festivalen for amatørteater finder sted her hvert år. Festivalen er opkaldt efter den betydningsfulde tjekkiske forfatter og lokale indfødte Alois Jirásek.

## Seværdigheder
Byens centrums vartegn er teatret, der bærer navnet Alois Jirásek. Det blev åbnet i 1930. Jiráseks fødested er et hus fra det 18. århundrede og er et bevaret eksempel på folkearkitektur.
Det ældste monument i Hronov er Allehelgenskirken. Den oprindeligt gotiske kirke blev genopbygget i barokstil i 1713-1717 og 1736. Det sene renæssanceklokketårn blev bygget i 1610.